# Ducos, Martinique
Ducos är en ort och kommun i Martinique.  Den ligger i den centrala delen av Martinique, 11 km öster om huvudstaden Fort-de-France.